# Józef Sczaniecki
Józef Maria Maciej Sczaniecki (ur. 22 lutego 1907, zm. 10 września 1939 pod Walewicami) – porucznik rezerwy kawalerii Wojska Polskiego.

## Życiorys
Był synem Władysława Sczanieckiego (oficera Wojska Polskiego, ziemianina, działacza społecznego i gospodarczego) i Jadwigi z Plucińskich (uczestniczki powstania wielkopolskiego). Zdobył wykształcenie rolnicze i od 1934 administrował należącym do jego brata, Andrzeja, majątkiem Srocko Wielkie, w powiecie kościańskim.
Wcześniej jednak, od 25 lipca 1927 do 25 kwietnia 1928, ukończył Szkołę Podchorążych Rezerwy Kawalerii w Grudziądzu, a następnie odbył praktykę w 15 pułku ułanów. Na stopień podporucznika został mianowany ze starszeństwem z 1 stycznia 1932 w korpusie oficerów rezerwy kawalerii. W 1934 pozostawał na ewidencji Powiatowej Komendy Uzupełnień Jarocin. Posiadał przydział w rezerwie do 17 pułku ułanów w Lesznie. Na stopień porucznika został mianowany ze starszeństwem z 1 stycznia 1936 i 99. lokatą w korpusie oficerów rezerwy kawalerii.
W 1939 został zmobilizowany i wyznaczony na dowódcę szwadronu marszowego 17 pułku ułanów. Wziął udział w kampanii wrześniowej. 9 września na czele szwadronu dotarł do Soboty. Tam dowodzony przez niego pododdział został rozformowany, a poszczególne plutony wcielone do szwadronów 17 pułku ułanów. Następnego dnia poległ pod Walewicami prowadząc do ataku na stanowiska niemieckie IV pluton 2. szwadronu 17 puł. Pośmiertnie został odznaczony Krzyżem Srebrnym Orderu Virtuti Militari.
Jego młodszym bratem był Michał Sczaniecki, historyk państwa i prawa, profesor Uniwersytetu Poznańskiego i Warszawskiego.

## Źródła i bibliografia
- Rocznik Oficerski Rezerw 1934. Biuro Personalne Ministerstwa Spraw Wojskowych, 1934.
- Jerzy Kozłowski, Władysław Sczaniecki, w: Polski Słownik Biograficzny, tom XXXVI, 1995 (sylwetka przy życiorysie ojca)
- Roman Abraham, Wspomnienia wojenne znad Warty i Bzury, Wydawnictwo Ministerstwa Obrony Narodowej, Warszawa 1990, wyd. II popr., ISBN 83-11-07712-6
- Stanisław Radomyski, Zarys historii Szkoły Podchorążych Rezerwy Kawalerii w Grudziądzu 1926–1939, Oficyna Wydawnicza „Ajaks”, Pruszków 1992, ISBN 83-85621-06-7
- Ryszard Rybka, Kamil Stepan: Awanse oficerskie w Wojsku Polskim 1935–1939. Kraków: Fundacja Centrum Dokumentacji Czynu Niepodległościowego, 2004. ISBN 978-83-7188-691-1.